# Табангуты
Табангу́ты — этническая группа (род) бурятского народа. Проживают преимущественно в Джидинском и Кяхтинском районах Республики Бурятия.

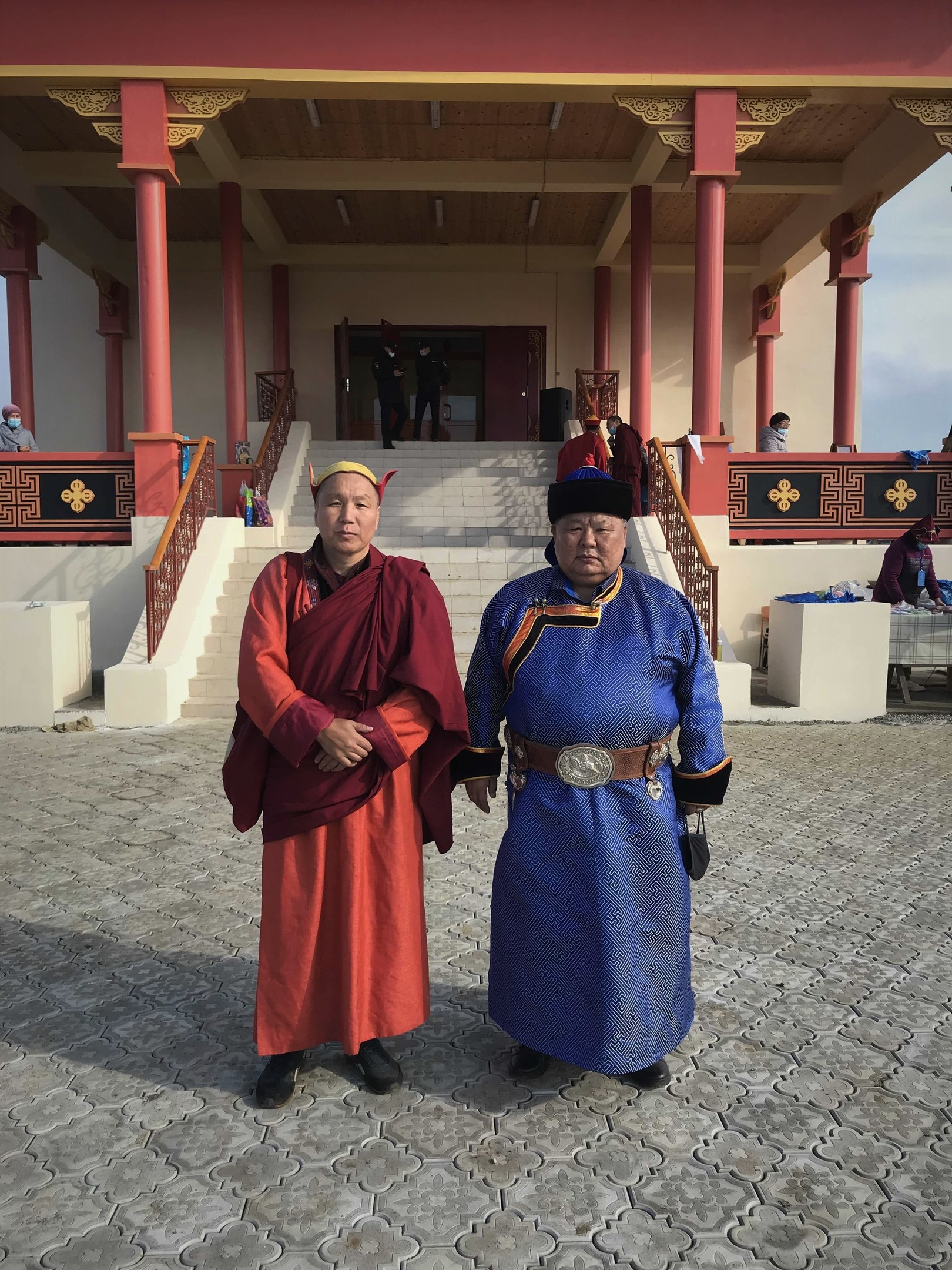
Представители табангутского рода на праздновании по случаю открытия Янгажинского дацана

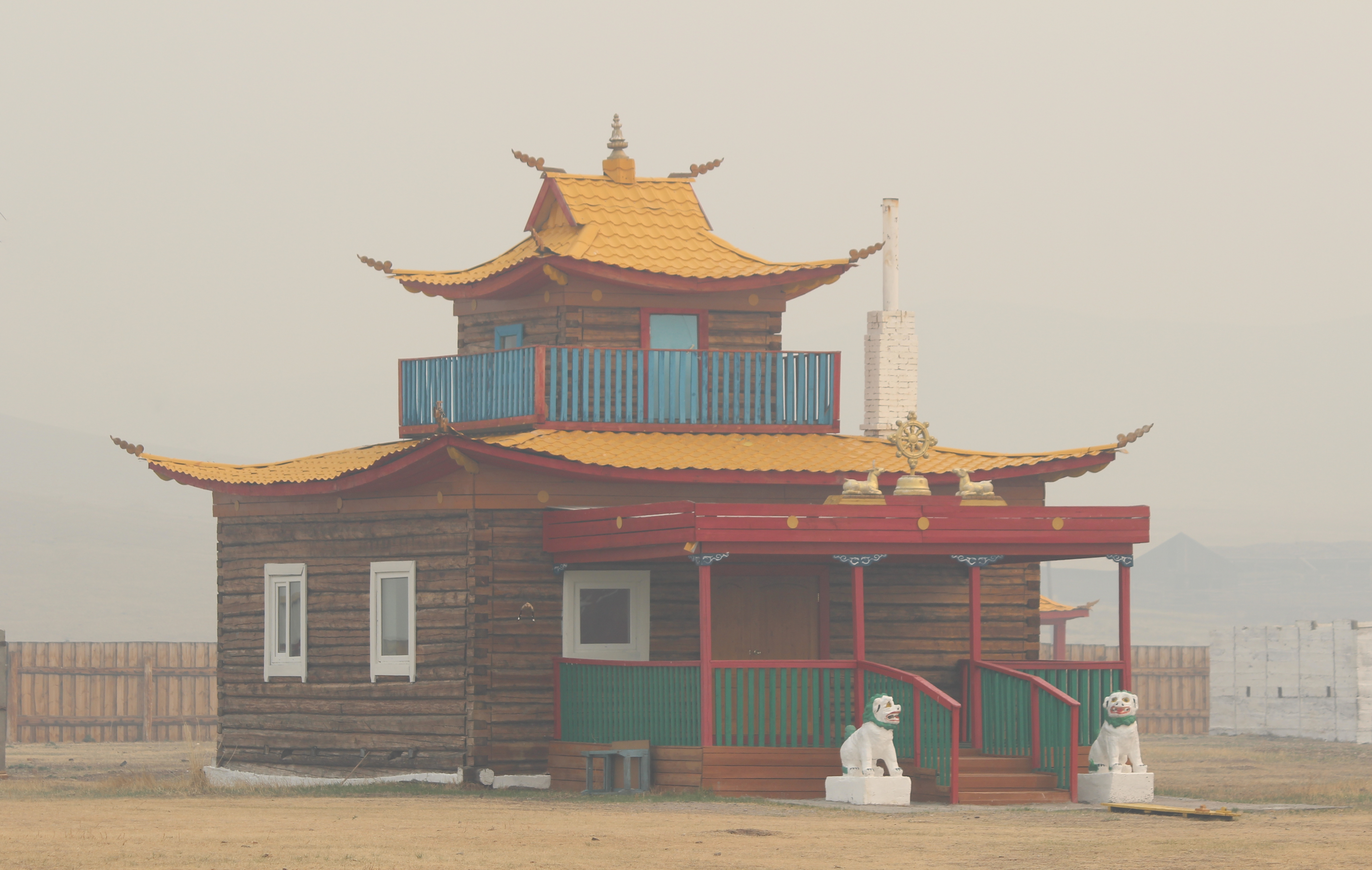
Табангут-Ичётуйский дацан

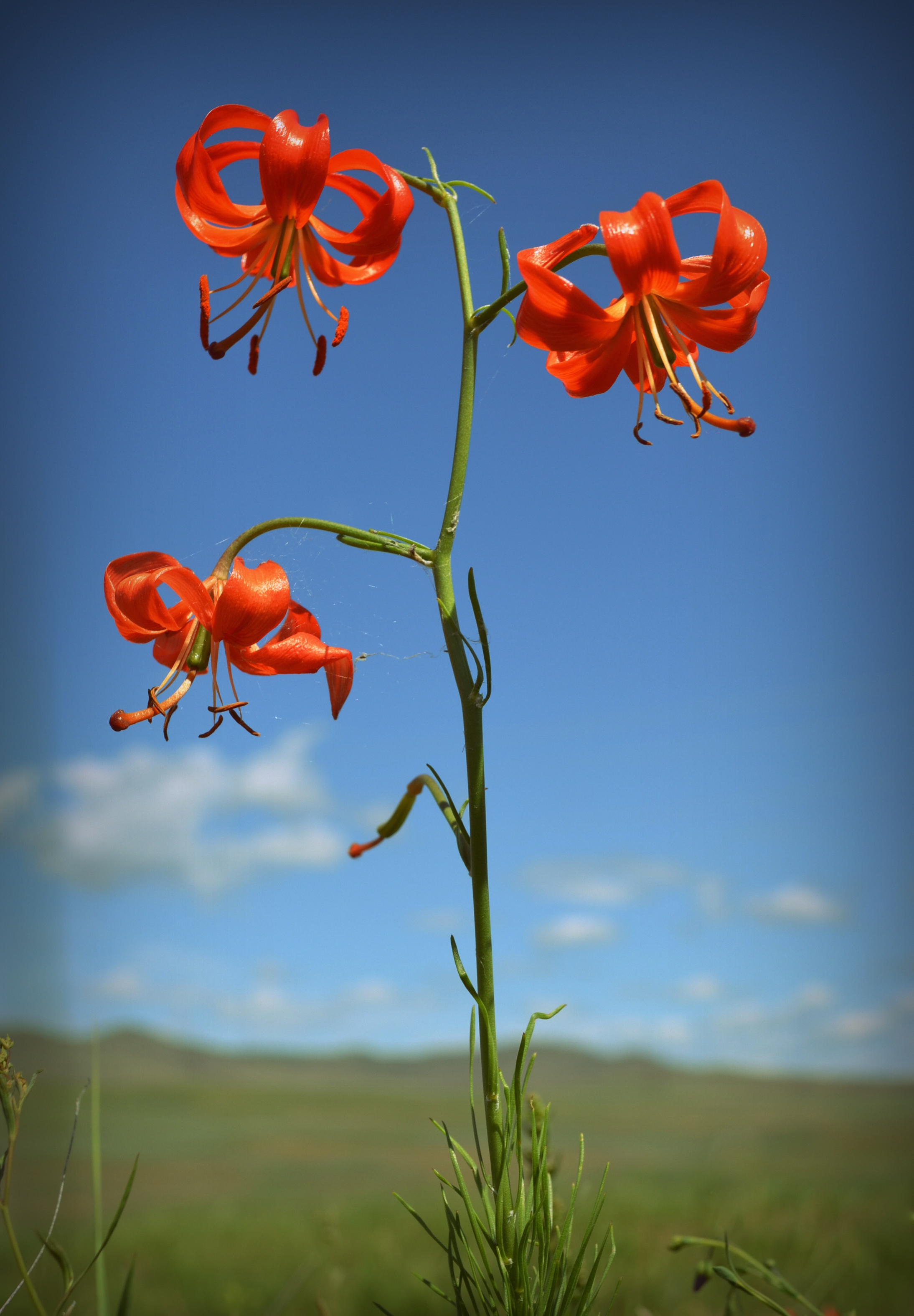
Саранка в окрестностях Верхнего Ичётуя

## История
В 1719 году три брата племени табангутов, с наступлением весны, взяв с собой свои семьи, товарищей, лам и хувараков, вышли из территории нынешней Монголии.
Табангуты расселились поблизости с границей, на берегах реки Селенги, на хороших сенокосных лугах. От трёх братьев и произошли три табангутских рода.
Старший брат Хотой выбрал себе место на Ичётуе к западу от Селенги, оно понравилось ему обилием тарбаганов и саранки, лакомой пищи, добываемой без особого труда.
Средний брат Шитей, по совету лам, остался на том месте, куда табангуты пришли из Селенгинска, рассчитывая, ввиду близости города, на хорошую торговлю.
Младший брат Идыр, также по совету лам, ушёл на восток и поселился на правом берегу реки Селенги, заняв места до устья Чикоя.

## География расселения
1-й Табангутский род разместился вдоль реки Джиды в местности Ичётуй. Ближайший улус расположился в двух верстах от Ёнхора, дальний — в 30-ти верстах.
2-й Табангутский род расселился на восток и запад от села Усть-Кяхта и занимал местности Субуктуй, Тэргэтуй, Хатогор, Харанхой по реке Селенге. Ближайший к Усть-Кяхте улус располагался в двух верстах, дальний — в 12-ти верстах.
3-й Табангутский род расположился на северо-восток от 2-го рода, на протяжении 50 вёрст по течению реки Чикой — от Аршан-Суджи до селения Поворотного. Ближайшие их улусы расположились не далее десяти верст от деревень Сафроновской, Калининской и Усть-Кяхты.

## Поколения (яса) табангутов
Каждый бурят, входящий в Табангутский род, строго различает внутри рода принадлежность к своей кости — яса.
Так, в сказаниях бурят, записанных разными исследователями, Табангутский род состоял из следующих яса:
- 1-й Табангутский род — Галцзут, Урянхай, Абганут, Батот, Тайчжи, Цонгол, Ашебагат, Кхирит, Отогат.
- 2-й Табангутский род — Батот, Хаченут, Урлют, Цонгол.
- 3-й Табангутский род — Ашебагат, Арбатан, Батот, Урлют, Онгот, Абгат, Сунут[2].

Однако табангуты были еще более разнородными по своему составу. В состав племени кроме самих табангутов также входят роды хурлад, сойсун (хойхо), дайтхад, хатагин, булгад (булагад), бумал (бумал-готол), готол, хурумша (хурумчин), олзон (ользон), халбин (хальбин), горлос, аравтан, харнууд, хэрэйд, бата, зургин, хангин, харчинуд, баин-урянхай, зэлмэн-урянхай, баатуд-урянхай. Среди сонголов Монголии упоминается род: тавангууд сонгоол. В состав ононских хамниган входит род табан (табанагууд, табангууд, табантан).

## Демография
В 1720 году Табангутский род платил ясак за 160 человек. На начало XIX века в Селенгинском ведомстве числилось 815 табангутов: 1-й Табангутский род — 262 ревизских души, 2-й Табангутский род — 87, 3-й Табангусткий род — 466.